# Rhino
Rhino — рушій JavaScript з відкритим сирцевим кодом. Він написаний повністю на Java та підтримується Mozilla Foundation. Mozilla Foundation також підтримує іншу реалізацію рушія JavaScript, написану на C — SpiderMonkey. 
Rhino перетворює JavaScript скрипти в Java класи. Rhino працює і у компільованому, і інтерпретованих режимах. Він призначений для використання у застосунках на серверному боці, тому в ньому немає вбудованої підтримки для об'єктів браузера, які зазвичай асоціюються з JavaScript. 
Rhino може використовуватися як зневаджувач при використанні Rhino Shell. Він також може використовуватися в застосунках при вбудовуванні Rhino. 
Незначно модифікована версія Rhino 1.6r2 поставляється разом з Sun Microsystems Java SE 6, яка була випущена в грудні 2006. Це спрощує інтеграцію JavaScript в Java-програми і доступ до Java-ресурсів з JavaScript. Інші реалізації Java 6 можуть мати відмінності.

## Історія
Проєкт Rhino був початий в Netscape у 1997. У той час Netscape планувала розробити версію Navigator, написану повністю на Java і тому їй була потрібна реалізація JavaScript, написана на Java. Коли Netscape зупинила роботу над «Javagator», як він був названий, проєкт Rhino був закінчений як JavaScript-рушій. З того часу кілька великих компаній (включаючи Sun Microsystems) ліцензували Rhino для використання у своїх проєктах і платили для цього Netscape, дозволяючи продовжувати роботу над ним. 
Спочатку, Rhino компілював весь JavaScript код в байткод Java в згенерованих файлах класів. Це давало кращу продуктивність (при запуску на JIT часто перевищувала продуктивність C-реалізації JavaScript), але мала два недоліки. По-перше, час компіляції був великим, оскільки генерація байткоду Java та завантаження згенерованих класів були важким процесом. По-друге, реалізація допускала великі витоки пам'яті, оскільки більшість JVM не збирали невикористовувані класи або рядки, які інтернували як результат завантаження клас-файлу. 
Тому восени 1998 в Rhino був доданий інтерпретований режим. Генерація кодів клас-файлів була переміщена в опціональну, динамічно-завантажувану бібліотеку. Компіляція прискорилася і коли скрипти більше не використовувалися вони могли бути зібрані як і будь-які інші Java-об'єкти.
Rhino був переданий Mozilla Foundation в квітні 1998. В результаті переходу Rhino в open source він знайшов різні застосування і більша кількість людей стали вкладати внесок у код. 
Проєкт отримав свою назву від тварини на обкладинці книги про JavaScript, виданої O'Reilly Media. 
Починаючи з версії 1.7R1, Rhino ґрунтується на платформі Java 5 і підтримує JavaScript версії 1.7. 
У 2014 році платформа Java 8 одержала більш продуктивнішу бібліотеку Nashorn, яка замінила Rhino.

## Застосування
Rhino і Java Scripting API використовуються для скриптингу Java застосунків. Це дозволяє описувати бізнес-логіку простішою, ніж Java, мовою (залучаючи до цього фахівців у предметній області з базовими навичками програмування), забезпечити модульну, розширювану за рахунок плагінів архітектуру програми та інтеграцію у застосунок раніше існуючих скриптів. 
Це також гарне рішення для JavaScript на стороні сервера при використанні Java-хостингу, кілька таких рішень було створено в рамках проєкту CommonJS. Також Rhino можна використовувати спільно з Google App Engine. 
Для роботи під управлінням ОС Android, поверх віртуальної машини Dalvik Rhino підходить слабо.

## Приклад
Ось приклад Java-коду, що запускає JavaScript print('Hello, world!')
```
import
 
javax.script.ScriptEngine
;

import
 
javax.script.ScriptEngineManager
;

import
 
javax.script.ScriptException
;

 

public
 
class
 
RhinoEngine
 
{

    
public
 
static
 
void
 
main
(
String
[]
 
args
)
 
{

        
ScriptEngineManager
 
mgr
 
=
 
new
 
ScriptEngineManager
();

        
ScriptEngine
 
engine
 
=
 
mgr
.
getEngineByName
(
"JavaScript"
);

 

        
// Тепер у нас є екземпляр рушія і ми можемо виконати JavaScript

        
try
 
{

            
engine
.
put
(
"name"
,
 
args
[
0
]
);

            
engine
.
eval
(
"print('Hello ' + name + '!')"
);

        
}
 
catch
 
(
ScriptException
 
ex
)
 
{

            
ex
.
printStackTrace
();

        
}
    

    
}

}

```

ScriptEngineManager — це основний клас, використовуваний при роботі з пакетом скриптинга (більшість інших — [[інтерфейс ООП|інтерфейси]]), шляхом створення його примірників. У разі використання JavaScript-рушія Rhino треба задати його ім'я "JavaScript" [9].

## Виноски
1. ↑  Rhino - JavaScript for Java (англ.). Архів оригіналу за 18 квітня 2012. Процитовано 20 лютого 2010.
2. ↑  SpiderMonkey (JavaScript-C) Engine (англ.). Архів оригіналу за 18 квітня 2012. Процитовано 20 лютого 2010.
3. 1 2  John O'Conner (July 2006). Scripting for the Java Platform. Sun Developer Network. Архів оригіналу за 30 червня 2012. Процитовано 14 травня 2012.
4. 1 2  Rhino History (англ.). Mozilla Foundation. Архів оригіналу за 18 квітня 2012. Процитовано 21 лютого 2010.
5. ↑  JavaScript: The Definitive Guide, Fifth Edition - O'Reilly Media (англ.). Архів оригіналу за 18 квітня 2012. Процитовано 20 лютого 2010. — обкладинка книги
6. ↑  New in Rhino 1.7R1 (англ.). Mozilla Foundation. Архів оригіналу за 5 квітня 2008. Процитовано 21 лютого 2010. [Архівовано 2008-04-05 у Wayback Machine.]
7. ↑  Paul Krill (05 жовтня 2011). Oracle prepping its Nashorn JavaScript engine. InfoWorld. Архів оригіналу за 30 червня 2012. Процитовано 15 травня 2012.
8. ↑  Том МакКвини (29.05.2008). Используйте динамические языки динамично: Часть 1. Введение в Java scripting API. IBM developerWorks. Архів оригіналу за 30.06.2012. Процитовано 15 травня 2012.
9. ↑  CommonJS. Архів оригіналу за 30 вересня 2013. Процитовано 8 жовтня 2013.
10. ↑  Avi Deitcher. Simplicity and Performance: JavaScript on the Server // Linux Journal. — April 2011. — № 204.
11. ↑  Rhino For Webapps [Архівовано 19 липня 2013 у Wayback Machine.], Javascript on AppEngine
12. ↑  Tony Mobily (15 березня 2012). Writing native Android applications with Javascript? Not yet. Free Software Magazine[en]. Архів оригіналу за 30 червня 2012. Процитовано 15 травня 2012.